# 利奧波德三世 (奧地利)

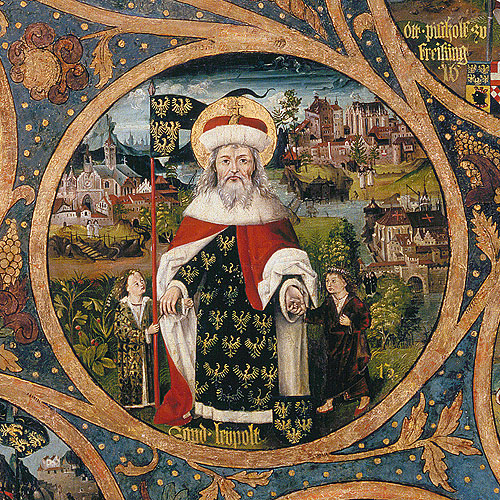
聖利奧波德三世與兩個已逝世的兒子，克洛斯特新堡修道院，1489–1492

利奧波德三世（德語：Leopold；1073年—1136年11月15日），有“好人利奧波德”稱號，奧地利巴本堡王朝藩侯（1095年—1136年在位）。奧地利藩侯利奧波德二世與妻子艾達的獨生子。1485年1月6日被封為基督教聖人，成為奧地利、下奧地利、上奧地利及維也納的主保聖人，聖人的慶日在11月15日。

## 生平
父親利奧波德二世於1095年10月12日去世。死後由利奧波德三世繼承爵位。利奧波德三世曾先後兩次結婚，第一位妻子於1105年逝世後，再與神聖羅馬皇帝亨利五世的寡居的姐姐阿格尼絲結婚。阿格尼絲支持利奧波德三世反對其父親國王亨利四世。因為這個與薩利安王朝的關係令巴本堡王朝的地位變得更重要。阿格妮絲的前一段婚姻亦令他們與霍亨斯陶芬家族有關連，她的其中一個兒子正是未來的國王康拉德三世。
利奧波德自稱“Princeps Terræ”（城鎮首長），此反映了他的獨立意識。他於1125年被認為是神聖羅馬帝國皇帝選舉中的候選人，但他拒絕了這一次榮譽。
他主要的令人難忘的功績是對國家的發展，特別是興建了幾座修道院。克洛斯特新堡修道院於1114年建立是他最重要的建設。據傳說聖母瑪利亞出現在他面前，並引領他到發現妻子阿格尼絲在幾年前失去了面紗的地方。他在此地建立了克洛斯特新堡修道院。隨後，他擴大了住所而成為他的居所。利奧波德還在其很大程度上仍然被森林覆蓋的開發領土上在創辦海利根克羅伊茨和賽滕施特滕等修道院。這些引起教會推崇他於1485年封聖。
利奧波德三世也促進了城市如克洛斯特新堡、維也納和多瑙河畔克雷姆斯的發展。克雷姆斯被授權鑄幣，但從來沒有獲得重視。文學方面梅爾克的亨利和特格特韋格的艾娃等著作皆出於利奧波德三世統治時期，這是來自奧地利的第一個文學文本。
利奧波德三世於1136年11月15日逝世，由第三子利奧波德四世繼承爵位。利奧波德三世被埋葬在他創立的克洛斯特新堡修道院。他的頭骨保存在繡花聖骨盒讓前額露出及帶着大公皇冠。
1663年，與他的同名的皇帝利奧波德一世統治期間，利奧波德三世被宣布成為奧地利的守護神，取代了聖科洛曼。

## 子女
1. 利奧波德（1108年—1141年）
2. 阿格尼絲（英语：Agnes of Babenberg）（1108/13年—1163年），梅什科四世的母親
3. 亨利（1112年—1177年）
4. 奧托（1114年—1158年）
5. 康拉德（英语：Conrad of Babenberg）（1115年—1168年）
6. 格特魯德（英语：Gertrude of Babenberg, Duchess of Bohemia）（1118年—1150年），波希米亞公爵貝德日赫的母親
7. 尤塔（英语：Judith of Babenberg）（1119/20年—1168年），與古列爾莫五世結婚